# 아주대시외버스정류장
아주대시외버스정류장은 경기도 수원시 영통구 매탄동에 위치한 대한민국의 시외버스 정류장이다.
아주대삼거리 근처에 위치하고 있으며 아주대학교 정문에서 약 600m 정도 떨어져 있다.

## 운행 노선
대부분 수원종합버스터미널에서 출발한 버스 노선이 이 곳을 정차한다. 수원 출발 기준 약 10분 뒤에 이 곳에 도착한다.
| 방면        | 행선지 |
| ----------- | --- |
| 수도권 방면 | 강남대, , 공도, 기흥역, 대림동산, 동아방송대, 명지대, 신갈, 안성, 여주, 영통, 용인, 용인대, 이천, 태평리, 한경대 |
| 충청권 방면 | 대전, 대전청사, 북청주, 아산, 오창, 유성, 천안, 청주                                                             |

## 특이사항
- 승차권은 영통,신갈 방면 "아주대삼거리" 정류장에 설치된 무인발권기에서 구매한다.
- 하차장 위치는 승차장에서 약 250m 떨어진 맞은편 "아주대입구.우리은행" 정류장이다.